# La Selleta (Alcanar)
La Selleta és una urbanització alemanya enclavada al vessant est de la Serra del Montsià, dintre del terme municipal d'Alcanar. Gaudeix d'unes vistes esplèndides de la mar Mediterrània i de la Vall de Sant Jaume. Es caracteritza per les cases blanques d'arquitectura mediterrània ben visibles des de tota la plana marítima d'Alcanar.

## Orígens
La Selleta fou fundada el 1973 per una colla de joves professionals i artistes alemanys, l'11 d'agost d'aquell any es redactaven els seus estatuts. El projecte es va limitar a 32 parcel·les, i ja va ser completat l'any 1985. La seua, va ser concebuda com una comunitat internacional de gent amb un pensament semblant: al marge de la normalitat burgesa alemanya, i inspirant-se en el moviment del maig del 68.
Així, La Selleta, fou concebuda amb la idea de construir una urbanització que correspongués a la necessitat humana de comunicació, creativitat i responsabilitat social de l'individu.
Pel que fa a les edificacions cada soci construeix la casa segons les seues necessitats, això sí, seguint unes normes arquitectòniques imposades per la comunitat. Segons els estatuts aquesta és una comunitat sense fins econòmics o comercials, ningú pot especular comprant, venent o llogant terrenys o cases a qualsevol. És l'assemblea qui acaba decidint el preu del lloguer o traspàs.
Actualment La Selleta té una presència d'habitants fixes d'unes poques desenes de persones, la gran majoria, al voltant d'un centenar, hi passen només part de les seues vacances. A més a més la gent que hi sol viatjar per a passar-hi uns dies no sol ser la mateixa, familiars i amics dels socis gaudeixen de La Selleta eventualment.